# Казахстан — Україна: дружба, загартована полум'ям війни

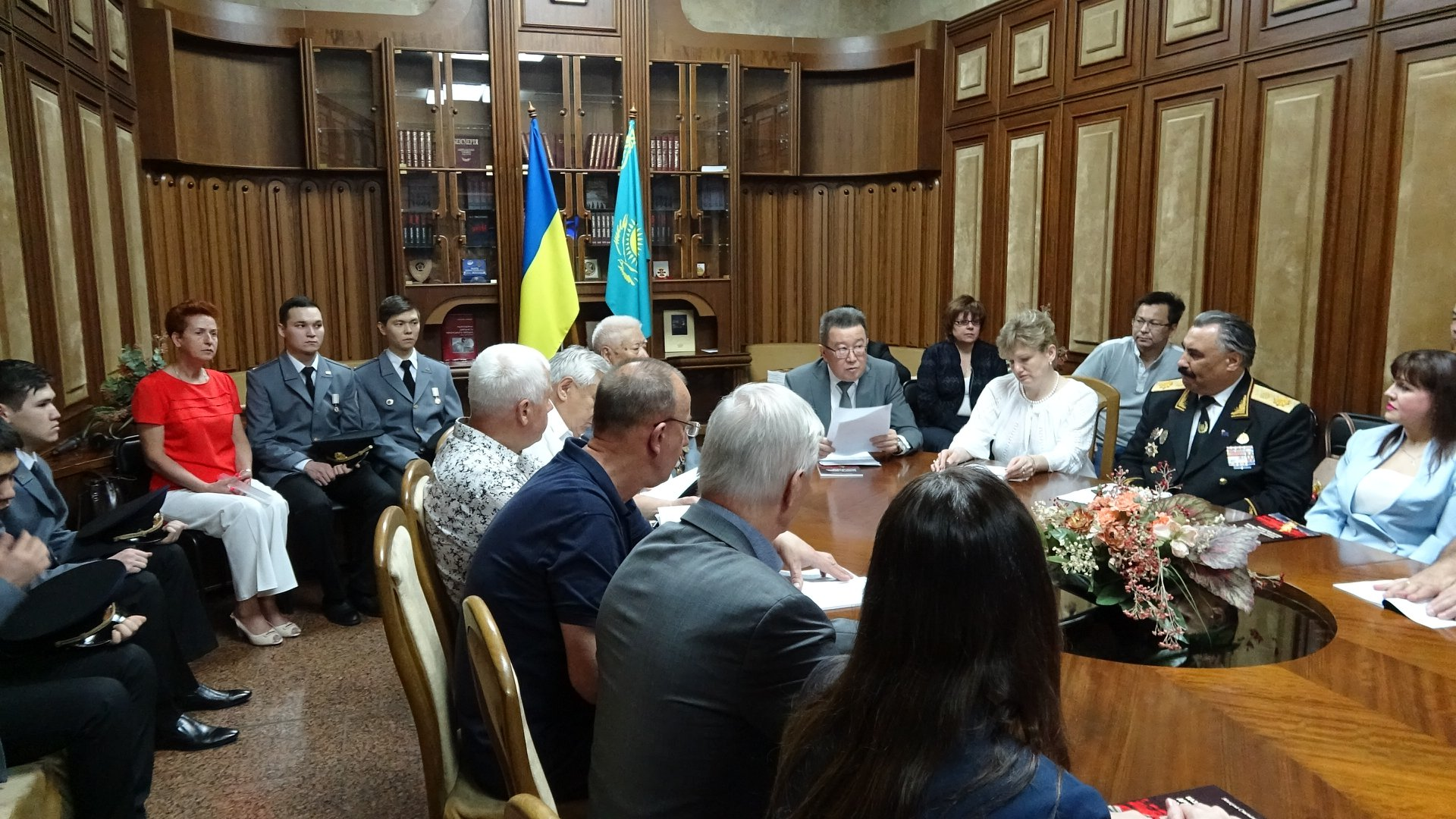
Презентація книги Миколи Степаненка «Казахстан — Україна: дружба, загартована полум'ям війни» в Національному музеї історії України у Другій світовій війні. Меморіальному комплексі.

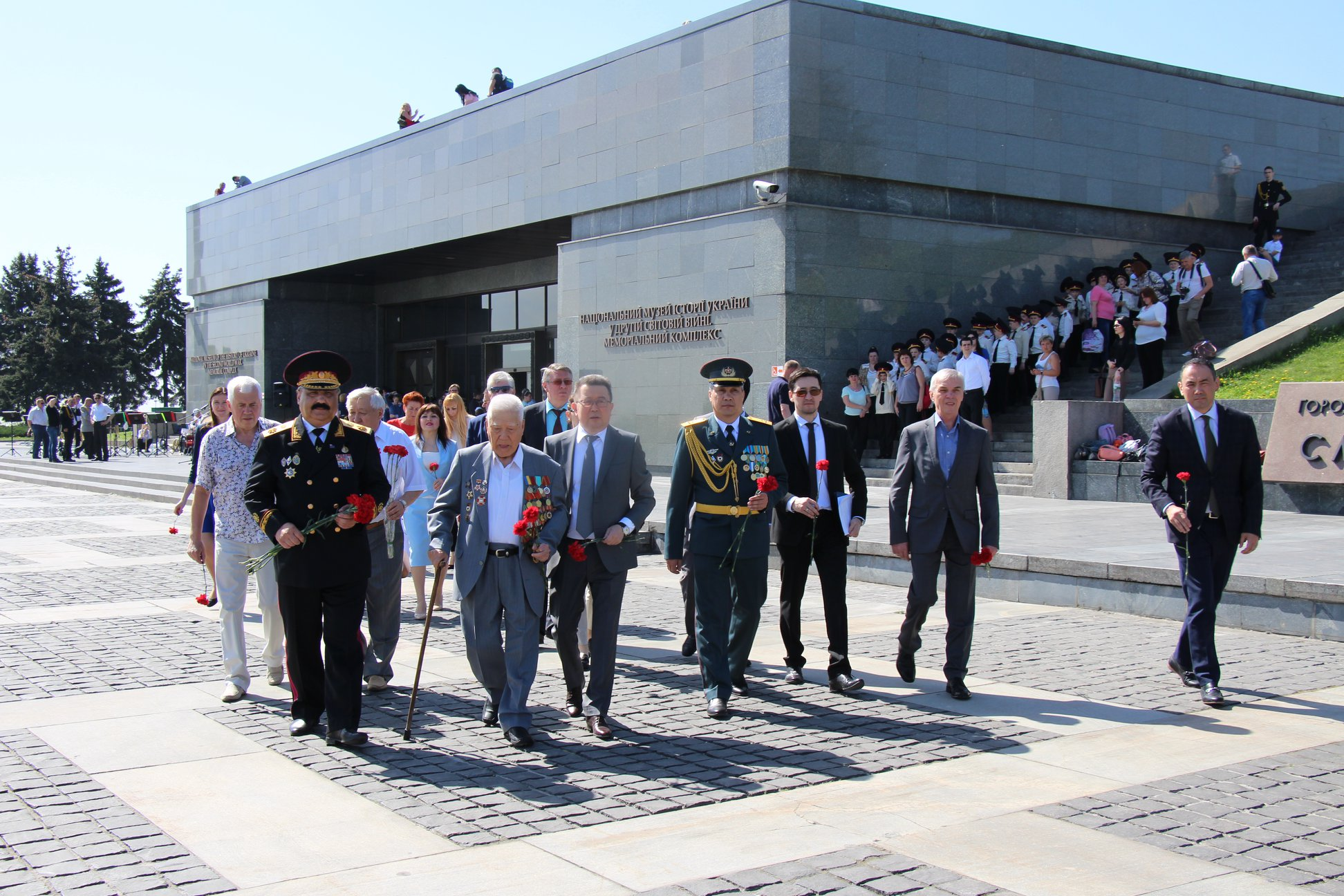
Дипломати, ветерани війни, українські історики і діячі культури поклали квіти до Меморіалу героям форсування Дніпра.

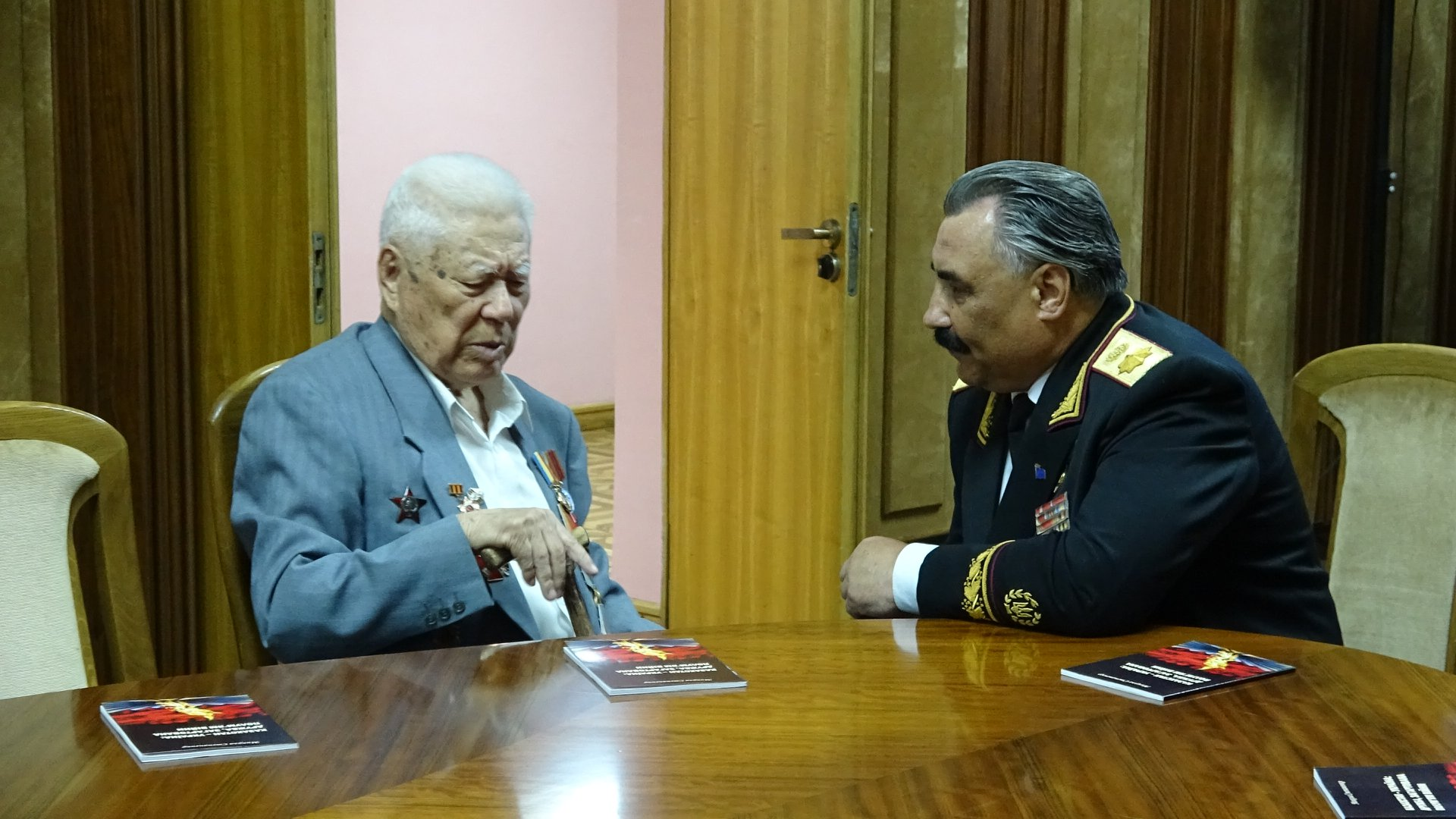
Автор книги Микола Степаненко з ветераном війни Нурбаєм Аманжоловим.

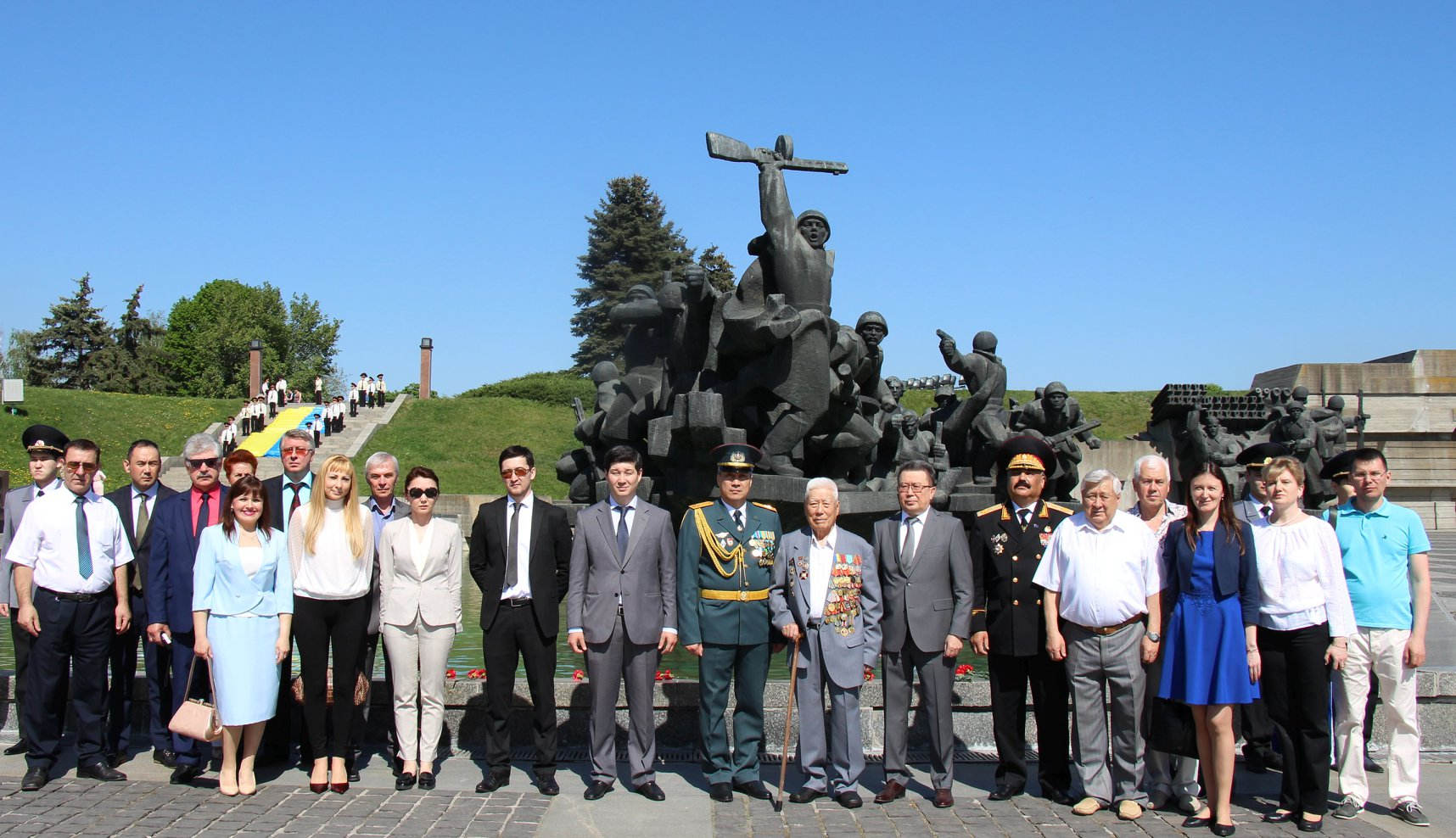
Учасники презентація книги Миколи Степаненка «Казахстан — Україна: дружба, загартована полум'ям війни»

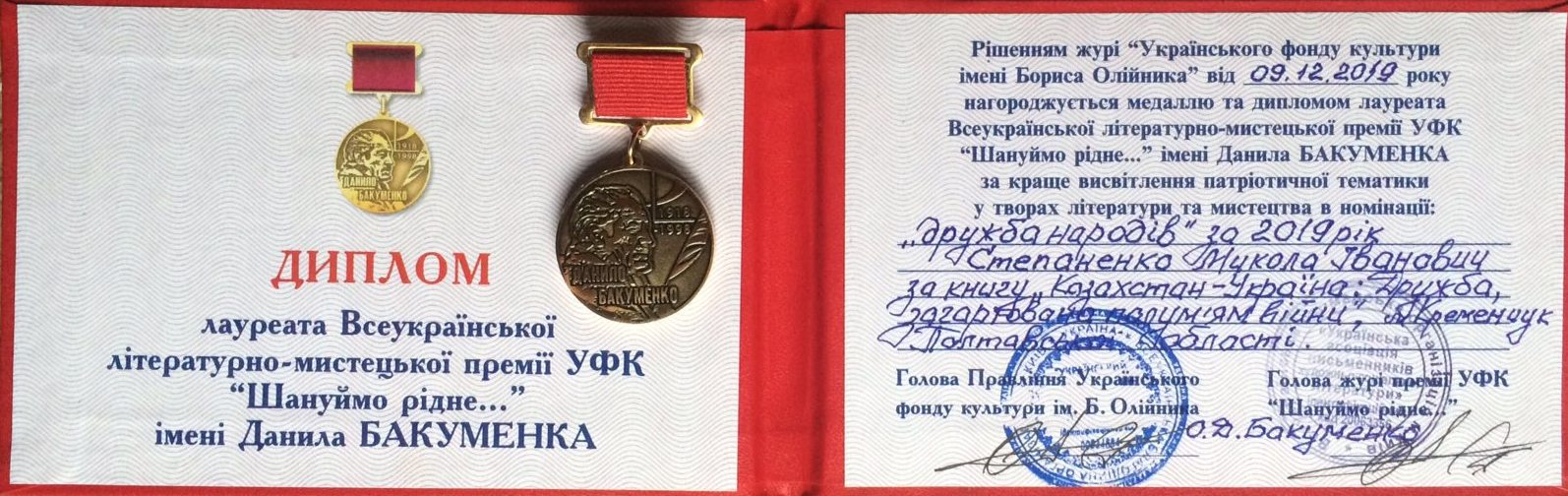
Диплом та медаль лауреата за підписом голови журі премії Олександра Бакуменка

«Казахстан — Україна: дружба, загартована полум'ям війни» — науково-популярне видання, праця українського письменника-публіциста Миколи Степаненка.

## Історія написання
У 2003 році розпочалася наукова робота над дослідженням участі казахстанських воїнів у визволенні України, вкладу Казахстану у відновлення народного господарства у звільнених районах.
У 2013 році, в рік 70-річчя визволення України, вийшло перше видання книги «Казахстан — Україна: дружба, загартована полум'ям війни», яка присвячена подвигу казахстанців у роки Другої світової війни. Ідея книги — у фактах і людських долях, з яких складалася гігантська мозаїка фронту і тилу, показати дружбу народів України і Казахстану.
Видані книги передавалися в бібліотеки та вищі навчальні заклади, вручалися всім учасникам презентацій і безкоштовно поширювалися під час проведення масових заходів, присвячених українсько-казахстанським відносинам. Книга була добре прийнята українським суспільством, особливо серед студентської молоді, тому прийнято рішення про друге видання в такому ж скороченому форматі і розміщення на сайті його електронної версії.

## Короткий зміст
На підставі документів військової пори з Архіву Президента Республіки Казахстан, архівних документів з фондів Національного музею історії України в Другій світовій війні, Меморіального комплексу та Центрального державного архіву України висвітлюється роль Казахстану у визволенні нашої Батьківщини від німецько-фашистських загарбників, відновленні народного господарства в звільнених районах України.
У книзі простежено бойовий шлях в Україні дивізій, сформованих у Казахстані, висвітлено героїчний подвиг рядових воїнів і партизанів-казахстанців, а також внесок казахстанців-трудівників тилу в справу Великої Перемоги.
У праці досліджена безпрецедентна в історії евакуація дитячих будинків, закладів освіти, науки, культури, заводів і фабрик до Казахстану. Створення казахстанцями умов, які дозволили в рекордно короткі строки, демонструючи зразки трудового героїзму, випускати евакуйованим підприємствам продукцію воєнного призначення.

## Презентація книги
Презентація книги «Казахстан — Україна: дружба, загартована полум'ям війни» відбулася 4 травня 2018 року напередодні пам'ятних травневих дат — Дня пам'яті та примирення і Дня перемоги над нацизмом у Другій світовій війні в Національному музеї історії України у Другій світовій війні. Меморіальному комплексі.
У заході взяли участь ветерани Другої світової війни, казахстанські дипломати, історики, діячі культури, журналісти, співробітники Національного музею історії України в Другій світовій війні. Меморіального комплексу, вчені Міждержавного інституту українсько-казахстанських відносин імені Н. А. Назарбаєва.
Модератором заходу виступила Алла Касич — доктор економічних наук, професор Київського національного університету технологій та дизайну.
Керівництво музею, вчені Міждержавного інституту українсько-казахстанських відносин імені Н. А. Назарбаєва та дипломати Посольства Республіки Казахстан в Україні прийняли угоду про партнерство у співпраці щодо вшанування пам'яті учасників Другої світової війни, проведення спільних наукових досліджень, взаємних робочих візитів, обмін досвідом та презентації виставкових проектів.
Примірники презентованого видання «Казахстан — Україна: дружба, загартована полум'ям війни» передані до Національного музею історії України в Другій світовій війні. Меморіального комплексу для подальшого розповсюдження серед зацікавлених спільною історією братніх країн.

## Відгуки та обговорення книги
Вихід у світ книги Миколи Степаненка «Казахстан — Україна: дружба, загартована полум'ям війни» викликав широкий резонанс, як в Україні, так і в Республіці Казахстан. Свою думку з приводу видання висловили українські та казахстанські політики, історики і журналісти.
|                                                                                    | У Миколи Івановича вийшла чергова добра праця, дуже корисна, пізнавальна, яка несе велике гуманітарне навантаження. Це пам'ять про наших воїнів, загиблих у страшні роки лихоліття. |
| — Самат Ордабаєв, Надзвичайний і Повноважний Посол Республіки Казахстан в Україні, | |

|                                                               | Хоча я людина військова, але не хочу бачити і чути про війну. Такої війни, якою була Друга світова, це страшна війна. Нехай буде мир у всьому світі, щоб мої діти, внуки, правнуки росли в мирі і щоб у них було щасливе життя. |
| — Нурбай Аманжолов, полковник, ветеран Другої світової війни, | |

| | Користуючись нагодою, хочу зазначити, що в музеї створена експозиція, присвячена пам'яті легендарних казахстанців - Касима Кайсенова, Талгата Бегельдінова і Сагадата Нурмагамбетова. |
| — Іван Ковальчук, Генеральний директор Національного музею України у Другій світовій війні. Меморіальний комплекс, | |

| | У книзі Миколи Івановича Степаненка написано, що правда, дружба і взаємодопомога між народами Казахстану і України мають глибоке історичне коріння, одним з яскравих прикладів стало їх бойове братство під час Другої світової війни. |
| — Василь Кушерець, член-кореспондент Національної академії педагогічних наук України, доктор філософських наук, професор, | |

|                           | У Києві презентували друге видання книги письменника і українського вченого Миколи Степаненка. У виданні представлені історичні факти і наукові дослідження участі дивізій, сформованих у Казахстані, в звільненні України в роки Великої Вітчизняної війни. |
| — Телеканал «Хабар 24KZ», | |

|                                                                        | Сьогодні ми, українці, висловлюємо словами глибоку вдячність Казахстану, який завжди у важкі часи підставляв своє дружнє плече Україні, не залишаючи її одну в роки лихоліття. |
| — Наталя Мкртчян, художник, живописець, лауреат міжнародних конкурсів, | |

|                                                        | Посольством Казахстану в Україні була організована презентація книги директора Інституту українсько-казахстанських відносин Миколи Степаненка «Казахстан-Україна: дружба, загартована полум'ям війни». Праця присвячена пам'яті казахстанців, які брали участь у боях за звільнення України від німецько-фашистських загарбників у Другій світовій війні. |
| — Міністерство закордонних справ Республіки Казахстан, | |

## Видання
ТОВ «Кременчуцька міська друкарня» (м. Кременчук), 2018. — 68с.

## Премії
Книга Миколи Степаненка «Казахстан — Україна: дружба, загартована полум'ям війни» рішенням журі «Українського фонду культури імені Бориса Олійника» є лауреатом Всеукраїнської літературно-мистецької премії УФК «Шануймо рідне…» імені Данила Бакуменка за краще висвітлення патріотичної тематики у творах літератури та мистецтва в номінації «Дружба народів» за 2019 рік.